# 551
Раннє Середньовіччя. Триває чума Юстиніана. У Східній Римській імперії править Юстиніан I. Візантія веде війну з Остготським королівством за Апеннінський півострів та персами. Франкське королівство розділене на частини між синами Хлодвіга. Іберію займає Вестготське королівство, у Тисо-Дунайській низовині лежить Королівство гепідів. В Англії розпочався період гептархії.
У Китаї період Північних та Південних династій. На півдні править династія Лян, на півночі — Західна Вей та Північна Ці. Індія роздроблена. В Японії триває період Ямато. У Персії править династія Сассанідів.
На території лісостепової України в VI столітті виділяють пеньківську й празьку археологічні культури. VI століття стало початком швидкого розселення слов'ян. У Північному Причорномор'ї співіснують різні кочові племена, зокрема гуни, сармати, булгари, алани, авари.

## Події
- Візантійці зібрали в Салоні значні сили, куди входили найманці з герулів, лангобардів та булгар, з метою повернути хід подій в Італії на свою користь.
- Біля Венеції вони виявили, що на них чекають значні сили остготів та франків. Тому вони попливли вздовж узбережжя і прибули в Равенну, уникнувши бою. Вони захопли Ріміні.
- Візантійський флот завдав поразки флоту готів і припинив його домінування в Середземному морі.
- Бейрут сильно постраждав від землетрусу.
- Атанагільд підняв повстання проти короля вестготів Агіли й переміг його.
- У Лазіці візантійське військо при підтримці савірів відвоювало у персів Петру.
- Засновано Тюркський каганат, що об'єднав тюркські племена й скинув панування жужан.
- Історик Йордан написав працю Про походження та історію ґотів.